# Aonidiella aurantii
El piojo rojo de California (Aonidiella aurantii) es una especie de insecto hemíptero de la familia Diaspididae. Es una de las principales plagas que afecta a los cítricos en España y otros países del mundo, siendo especialmente grave donde se comercializa el fruto para consumo en fresco y en zonas de cultivo de clima relativamente seco.

## Generalidades
Aonidiella aurantii es originaria del sudeste asiático desde donde se ha extendido a todas las zonas citrícolas del mundo.
Aunque es una especie polífaga, ataca preferentemente a los cítricos. Algunos expertos señalan que el orden decreciente de susceptibilidad es: limoneros, pomelos, naranjos y mandarinos (clementino y satsuma). También se puede encontrar en la higuera, almendro, algarrobo, manzano, ciruelo, níspero, viña, etc. y sobre algunas plantas ornamentales como el ligustro, Pittosporum, rosal, hiedra, etc.

## Descripción

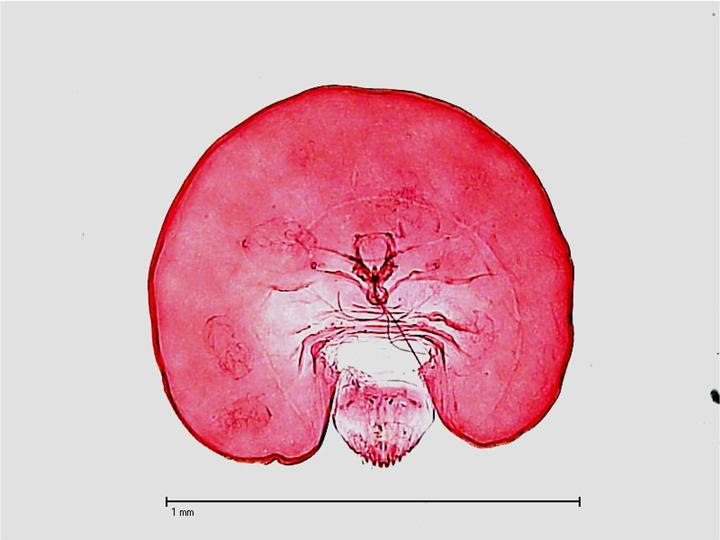
Ejemplar

El folículo (escudo) de la hembra es circular (de unos 2 mm de diámetro) de color marrón rojizo, con un exuvio central de color más oscuro. En Italia se la conoce como cochinilla rosa intenso para distinguirla de Chrysomphalus dictyospermi (MORGAN, 1889) que también ataca a los cítricos y que allí se la conoce como cochinilla blanco rosácea. La principal diferencia morfológica entre ambas especies es que Chrysomphalus dictyospermi toma una forma fuertemente arriñonada característica cuando se encuentra en reproducción.
Los machos son de dimensiones menores (de 1 mm de longitud) con el escudete de forma oval y descentrado. En el estado adulto, los machos son alados y de color amarillento.

## Ciclo biológico
Aonidiella aurantii inverna en varios estados de desarrollo con una tolerancia diferente en función de su estadio de desarrollo. En general la temperatura umbral de desarrollo se considera alrededor de 12 °C. 
Los ambientes secos y cálidos son los favorables para ella, y en ellos puede llegar a desarrollar cuatro generaciones al año. Generaciones que se superponen unas a otras. La primera se suele dar de inicio de mayo a finales de julio, la segunda de la primera decena de julio a finales de agosto, la tercera de finales de agosto a inicios de noviembre y la última de noviembre a mayo del año siguiente.
En primavera, las hembras son fecundadas por los machos alados cuya vida es de solo un día aproximadamente, y éstas pueden producir huevos en una cantidad de un centenar aproximadamente o dar larvas directamente por lo que es una especie ovovivípara
Las larvas, después de una breve fase móvil en la que también pueden ser transportadas por el viento a otras plantas, se fijan en la superficie de la planta de la que se alimentarán.

## Daños
Esta cochinilla se localiza en todos los estratos aéreos de la planta, frutos, hojas, ramas y tronco. En general prefiere zonas del árbol soleadas y aireadas.
Se alimenta del tejido parenquimático, lo que produce áreas cloróticas en diferentes tejidos de la planta produciendo un debilitamiento general. Sin embargo, el daño fundamental es el estético ya que al situarse sobre la piel de los frutos los deprecia enormemente.

## Control
El control de esta plaga en cítricos se puede realizar por diversos sistemas:

### Prácticas culturales
- Reducir la poda
- Reducir la presencia de polvo en el árbol
- Labrar el terreno para destruir los hormigueros
- Si son pocos árboles, se puede cepillar el tronco y ramas para desprender los insectos o pintarlos con cal.

### Control biológico
Este cóccido tiene diversos enemigos naturales que pueden ayudar a su control, entre los que podemos destacar: 
- Predadores: Chilocorus bipustulatus Linnaeus (Coleoptera: Coccinellidae);

- Parasitoides: Aphytis melinus De Bach, Aphytis chrysomphali Mer.,  Aphytis coheni De Bach, (Himenópteros afelinidos).

- Entomopatógeno: Cephalosporium lecanii Zimm.

Las sueltas de Aphytis melinus deben realizarse sobre todo cuando se haya comprobado que han pasado las condiciones desfavorables para la entomofauna útil (heladas, temperatura elevada, tratamientos químicos no selectivos). 
Para programar la suelta de enemigos naturales y los tratamientos debe colocarse trampas con feromonas a primeros de marzo (en el hemisferio norte) y realizar conteos de los individuos caídos. En la trampa caen los machos alados invernantes que están maduros para el apareamiento con las hembras. El macho alado de esta cochinilla de reconoce por la longitud de las antenas que supera a la del cuerpo y por la típica banda transversal. A las primeras capturas se debe iniciar la suelta del A. melinus, de 50.000 a 100.000 insectos/ha, fraccionado en 5 o 6 sueltas, de las cuales al menos el 50% se harán durante el vuelo primaveral de los machos. En cada suelta se deben liberar unos 5.000 insectos por árbol, lo que equivale a unos 20.000 individuos/ha.
En estudios recientes realizados en la Comunidad Valenciana, se ha constatado que la presencia de hormigas en los árboles de cítricos hace que las poblaciones de este insecto sea mayor, se cree debido a que depredan parte de los enemigos naturales de A. aurantii y con ello aumentan sus poblaciones. Consiguieron disminuir la presencia de hormigas poniendo cintas engomadas en los troncos de los árboles.
Recientemente se ha comenzado a incorporar la disrupción del apareamiento como estrategia de control. Este método utiliza difusores de feromona sexual femenina que impide a los machos encontrar a la hembras. Este método es especialmente eficaz de forma preventiva y con poblaciones bajas ya que si la población es muy alta los machos pueden encontrar a las hembras sin problemas.

### Control químico
Entre los productos recomendados en España se encuentran piriproxifen, clorpirifos, metilclorpirifos o aceites minerales. 
En general, los tratamientos se suelen realizar con aceite mineral mezclado con algún insecticida en el periodo invernal cuando los parasitoides están bien protegidos dentro del cuerpo de la cochinilla. El tratamiento se realizará si se detecta una cochinilla viva por cada 10 o 20 cm de rama verde y/o de 3 a 5 larvas por hoja o cuando se hayan capturado más de 100 individuos de machos alados en todo el periodo primaveral (marzo-mayo). Sobre limón, en caso de fuertes infestaciones, se puede intervenir aunque a finales del verano con temperaturas no superiores a 32 °C,  utilizando aceite mineral blanco contra las larvas de primera y segunda edad.